# Bernabé Ordaz
Eduardo Bernabé "Bernabelito" Ordaz Ducungé (13 de octubre de 1921 - 22 de mayo de 2006) fue un médico y político cubano. 

## Biografía
Nació en San Antonio de los Baños, La Habana. Desde su más temprana juventud participó en cuantiosas actividades contra el régimen tiránico de Batista. Fue presidente del Instituto de Segunda Enseñanza de Marianao, miembro del Secretariado de la FEU y vicepresidente de la Asociación de Alumnos de la Escuela de Medicina. En 1951, se graduó de Medicina y se especializó en Anestesiología.
Estuvo preso 13 veces en estaciones de la Policía, en el Castillo del Príncipe y en La Cabaña. Una de estas ocasiones fue debido a la ocupación de armas y municiones en el local de la Federación Estudiantil Universitaria, radicada en la colina de la universidad habanera.

## Hechos destacados
- Bernabé Ordaz fue seleccionado Diputado al Parlamento Cubano, presidió la Comisión de Salud y Medio Ambiente del mismo mientras que duró la primera legislatura.
- Fue como invitado y delegado a los Congresos del Partido.
- Conquistó el premio de Héroe Nacional del Trabajo.
- Se le concedió el Premio de Administración en septiembre de 1997, otorgado por la Organización Panamericana de la Salud (OPS), el dinero recibido por ello (5.000 dólares) lo concedió para el Sistema de Salud Cubano.
- Fue presentado para Premio Nobel de la Paz.
- Fungió como Director del Hospital Psiquiátrico de La Habana aproximadamente 45 años estando considerado éste su mayor logro (y fue rebautizado después de su muerte en 2006 "Hospital Psiquiátrico de la Habana Comandante Dr. Eduardo Bernabé Ordaz Ducunge").[2]